# Ото Фенихел
Ото Фенихел (на немски: Otto Fenichel) е австрийски психоаналитик от така нареченото „второ поколение“.

## Биография
Роден е на 2 декември 1897 година във Виена, Австро-Унгария. Започва да изучава медицина през 1915 г. във Виенския университет. Вече като млад човек в училище, той е привлечен от кръга на психоанализата около Фройд. Между 1915 и 1919 той посещава лекции при Фройд и през 1920 година става член на Виенското психоаналитично общество.
През 1922, Фенихел се мести в Берлин. По време на престоя си там до 1934 г., той става член на група от социалистически и/или марксистки психоаналитици (заедно със Зигфрид Бернфелд, Ерих Фром, Вилхелм Райх и други). След емиграцията му – 1934 в Осло, 1935 – Прага и 1938 – Лос Анджелис, той организира контакта между световноизвестните разпръснати марксистки психоаналитици чрез отличните строго секретни „Rundbriefe“, тоест циркулиращи писма. Тези Rundbriefe стават публично известни само през 1998 и могат да бъдат причислени към най-важните документи принадлежащи към проблематичната история на психоанализата между 1934 и 1945, особено във връзка с проблема за изгонването на Вилхелм Райх от Международната психоаналитична асоциация през 1934 г.
Умира на 22 януари 1946 година в Лос Анджелис на 48-годишна възраст.